# Unidos para siempre
Unidos para siempre es el título de un álbum de estudio de la banda de música regional mexicana Los Tigres del Norte, fue lanzado al mercado por la discográfica Fonovisa Records en julio de 1996.

## Lista de canciones
Lista de canciones:

| Unidos para siempre |                           |          |  |
| N.º                 | Título                    | Duración |  |
| 1.                  | «El circo»                | 2:50     |  |
| 2.                  | «Si me vas a dejar»       | 3:36     |  |
| 3.                  | «Mi sangre prisionera»    | 3:05     |  |
| 4.                  | «No pude enamorarme más»  | 3:38     |  |
| 5.                  | «El triunfo en las manos» | 3;13     |  |
| 6.                  | «Amores que van y vienen» | 3:21     |  |
| 7.                  | «Amor garantizado»        | 2:43     |  |
| 8.                  | «Unidos para siempre»     | 3:17     |  |
| 9.                  | «Cuestión olvidada»       | 3:32     |  |
| 10.                 | «Tiempos de ayer»         | 3:13     |  |
| 11.                 | «El reportero»            | 3:10     |  |
| 12.                 | «Acercate a mi»           | 2:49     |  |
| 13.                 | «Los tres de Zacatecas»   | 2:25     |  |
| 14.                 | «A manos llenas»          | 3:35     |  |

## Personal
Personal según Allmusic:
- Bill Hernández - Vestuarios
- Christian Besson - Fotografía
- Cuyo Garibay - Compositor
- Eduardo Hernández - Arreglista, Dirección artística, Mezcla, banda
- Enrique Valencia - Compositor
- Gilberto Valdés Hernán - Arreglista, Compositor
- Jessie Armenta - Compositor
- Jim Deen - Ingeniero, Mezcla
- Jorge "Guiro" Borrego - Compositor
- Lupe Olivo - Colaborador
- Pepe Cabrera - Colaborador
- Teodoro Bello - Compositor

## Rendimiento en gráficas
| Gráfica                           | Posición más alta |
| --------------------------------- | ----------------- |
| Billboard Top Latin Albums        | 3                 |
| Billboard heatseekers albums      | 19                |
| Billboard Regional Mexican Albums | 1                 |